# Флорина (дим, программа «Каподистрия»)
Дим Фло́рина – дим, входящий в состав нома Флорина, на территории которого расположена столица нома – одноименный город Флорина. Располагается в центральной части нома. Включает в себя 8 местных районов – низших административных единиц Греции. Площадь дима – 150,6 кв.км., население около 17 000 жителей (перепись 2001 года). 

Дим Флорина на карте одноименного нома

Дим Флорина включает следующие местные районы (перепись 2001):
- Флорина
  - Флорина
  - Симос Иоаннидис
- Алона
  - Алона
- Арменохори
  - Арменохори
- Корифи
  - Корифи
- Месониси
  - Месониси
- Проти
  - Проти
- Скопья
  - Скопья
- Тривуно
  - Тривуно
  - Калойерица